# Hemidactylus ansorgii
Hemidactylus ansorgii este o specie de șopârle din genul Hemidactylus, familia Gekkonidae, descrisă de Werner 1897. Conform Catalogue of Life specia Hemidactylus ansorgii nu are subspecii cunoscute.